# Коровельский, Дмитрий Николаевич
Дмитрий Николаевич Корове́льский (29 декабря 1918 — 11 апреля 2001) — советский и российский яхтсмен, чемпион СССР, мастер спорта СССР (1950), почётный мастер спорта СССР (1965), Заслуженный тренер РСФСР (1966), судья всесоюзной категории (1950), автор учебников по парусному спорту, участник Великой Отечественной войны.

## Биография
Парусным спортом начал заниматься в 1934 году. В 1938 году стал чемпионом Ленинграда и завоевал второе место в гонках с пересадкой экипажей за звание чемпиона ВЦСПС, уступив только своему прославленному одноклубнику Ивану Матвееву.
С началом Великой Отечественной войны Д. Н. Коровельский был призван в Военно-морской флот и направлен в одно из специальных подразделений, сформированных из числа яхтсменов при отделе разведки Балтийского флота. 10 сентября 1941 года после неудачной высадки десанта попал в плен в районе маяка Стирсудден. При попытке побега в 1942 году был ранен, после чего лагерный хирург ампутировал ему ногу выше колена. Был в плену до 19 октября 1944 года.
Согласно ленинградской Книге памяти, изданной в 1994 году, считается пропавшим без вести
В 1944 году вернулся в Ленинград и начал работу в учебной части Центрального яхт-клуба. В 1945 году и в 1952 году стал победителем послевоенной Балтийской регаты. На чемпионате СССР 1950 года стал победителем в конкурентным тогда классе килевых яхт «Л-4». Этот чемпионат страны знаменателен в парусной истории тем, что победителями гонок вышли рулевые — инвалиды войны, у каждого из которых было ампутировано по одной ноге. Кроме Д. Н. Коровельского это были ленинградец Б. Г. Лалыко (класс «М») и москвич И. Д. Чернаенко (класс «Л-3»). Позднее Д. Н. Коровельский успешно выступал в классе яхт «R-5,5» и даже претендовал на место в составе сборной олимпийской команды СССР 1960 года.
Дмитрий Коровельский более 30 лет возглавлял учебную часть Центрального яхт-клуба и проводил политику развития спортивного флота клуба. Под его руководством выросли мастера: В. Горлов, В. Попель, А. Янсюн, Б. Мирохин, П. Гореликов, В. Васильев, А. Коновалов, Б. Ильин, Л. Дмитриев, Е. Кузнецов, Б. Хабаров.
Почувствовав нехватку учебной литературы, Д. Коровельский стал автором и соавтором нескольких учебников для начинающих рулевых, яхтенных капитанов, буеристов. С первого года издания сборника «Катера и яхты» стал членом редакционной коллегии и написал ряд программных статей.
Скончался в Санкт-Петербурге 11 апреля 2001 года. Урна с прахом захоронена в колумбарии Санкт-Петербургского крематория, Шафировский проспект, 12.